# Pine River, Minnesota
Pine River är en ort i Cass County i delstaten Minnesota, USA.